# Есаулов, Евгений Валерьевич
Евгений Валерьевич Есаулов (род. 1 июля 1977, Минск) — белорусский хоккеист, нападающий, тренер.

## Биография
Выступал за белорусские клубы «Тивали» (1993/94, 1999/2000), «Юность» Минск (1993/94 — 1994/95), «Неман» Гродно (1995/96 — 1997/98, 1998/99), «Минск» / «Керамин» (2000/01, 2005/06), «Гомель» (2001/02 — 2004/05, 2006/07 — 2010/11).
Играл за российские «Спартак» Москва в Суперлиге и за «Динамо-Энергию-2» Екатеринбург (1998/99). В конце карьеры выступал в чемпионате Украины за клубы «Компаньон» Киев (2011/12) и «Динамо» Харьков (2012/13).
Начинал работать тренером в школе «Гомеля». Главный тренер команд белорусской высшей лиги (Д2) «Динамо-Раубичи» (2015/16), Белоруссия U18 (2016/17), Белоруссия U17 (2017/18). Под руководством Есаулова юниорская сборная Белоруссии на чемпионате мира 2019 года заняла пятое место.
Главный тренер команды МХЛ «ОЭРДЖИ Юниор» (Китай, 2019/20). Тренер, главный тренер (6 января 2021 — 4 мая 2023) команды белорусской Экстралиги «Юность-Минск». Тренер-консультант ХК «Брест» (2023/24, до 8 декабря). С 15 июля 2024 года — главный тренер команды МХЛ «Толпар» Уфа.

## Достижения
Игрок
- Чемпион Белоруссии (4): 1998, 1999, 2000, 2003
- Серебряный призёр чемпионата Белоруссии: 2009.
- Бронзовый призёр чемпионата Белоруссии (4): 1996, 1997, 2004, 2010
- Обладатель Кубка Белоруссии (2): 2004, 2008
- Победитель первого дивизиона чемпионата мира (2004).

Тренер
- Чемпион Белоруссии (2021)
- Двукратный обладатель Кубка Федерации
- Серебряный призёр чемпионата Белоруссии (2022)
- Серебряный призёр Кубка Салея (2021).